# Fatma Damla Altın
Fatma Damla Altın, née le 18 janvier 2002, est une athlète paralympique turque. Elle concourt dans la classe de handicap T20 dans les épreuves de saut en longueur, pentathlon et heptathlon. Elle détient de nombreux titres de championne du monde et d'Europe dans différentes disciplines de para-athlétisme.

## Carrière sportive
Altın a commencé à pratiquer l'athlétisme grâce à l'encouragement de son professeur d'éducation physique à l'école. En 2018, sa famille a déménagé à Samsun, et elle a commencé à s'entraîner sous la direction d'Aytunç Göz. Elle a été admise dans l'équipe nationale après son succès aux Championnats de Turquie d'Athlétisme pour personnes ayant une déficience intellectuelle en 2019.
Elle concourt dans la catégorie T20 pour déficience intellectuelle dans les épreuves de saut en longueur, pentathlon et heptathlon. Elle est membre du club Samsun ÖY GSK, où elle est entraînée par Aytunç Göz.

### 2024
Altın a obtenu une place pour participer aux Jeux paralympiques d'été de 2024 à Paris, en France. Elle a remporté la médaille de bronze dans l'épreuve de saut en longueur T20 avec sa meilleure performance de carrière à 5,73 m.

## Vie privée
Fatma Damla Altın est née le 18 janvier 2002 à Kırklareli, dans le nord-ouest de la Turquie,. Depuis 2018, elle vit à Samsun.